# تهوع
التَّهَوُّع أو محاولة التقيؤ (بالإنجليزية: Retching)‏ هي الحركة العكسية (الحركة الدودية) من المعدة والمريء دون تقيؤ والتهوع فقد حدث شيء يحوج فم المعدة إلى قذف شيء إلى أقرب الطرق.

## الأسباب
ويمكن أن يكون سببه الرائحة الكريهة أو الاختناق، أو عن طريق تناول بعض الأدوية بعد وأغلبها يكون حبوب الالتهاب. ويمكن أيضًا أن يكون سبب التهوع نتيجة لردود فعل عاطفية أو من التوتر الذي ينتج نفس رد الفعل الجسدي.

## تهوع ما قبل القيء
وعادة ما يسبق القيء (طرد محتويات المعدة) من خلال التهوع، ولكن التهوع يمكن أن يحدث بشكل منفصل عن التقيؤ وإشراك مجموعات مختلفة من العضلات. وإذا ماحدث التهوع مصحوبا بالتقيؤ، يحدث ضغط وانخفاض على الصدر وعلى البطن بشكل متزايد البطن والتي قد تعمل على إخراج محتويات المعدة والتغلب على مقاومة المريء.

## العلاج
ويشمل علاج التهوع بتصحيح توازن السوائل والكهارل، والدعم التغذوي والأدوية مثل الفينوثيازين أو بروكلوربيرازين، ومضادات مستقبلات الدوبامين (مثل ميتوكلوبراميد)، مضادات الهيستامين (ميكلوزين، وديمينهيدرينات، بينادريل) والكولين (سكوبولامين). أما العلاج البديل يكون عادة عن طريق استخدام العلاج بالإبر للغثيان المرتبطة بالحمل والقيء. وأيضا يمكن استخدام جهاز مزروع مع أقطاب كهربائية مثبتة في جدار المعدة والذي عادة يستعمل في الحالات المرضى الذين يعانون من الغثيان والقيء الحرارية.

## انظر ايضاً
- رد الفعل البلعومي
- تقيؤ
- قلس (هضم)